# Terra Roxa (São Paulo)
Pour les articles homonymes, voir Terra Roxa.
Terra Roxa est une municipalité brésilienne de l'État de São Paulo et la Microrégion de Jaboticabal.